# Lyemästaren

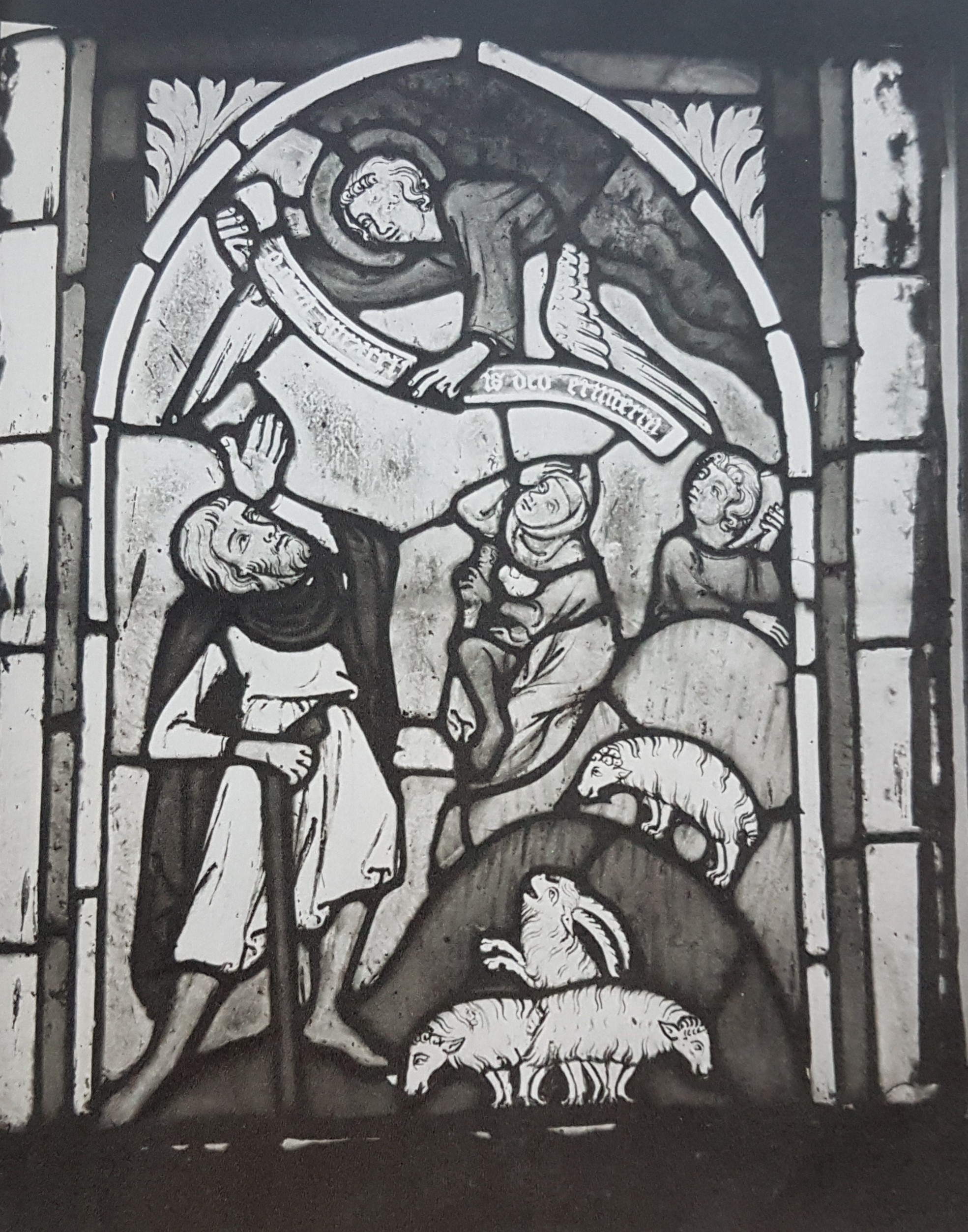
Jesu födelse glasmålning i Lye kyrka utförd av Lyemästaren på 1330-talet.

Lyemästaren är ett anonymnamn på en svensk glasmålare verksam omkring 1330 på Gotland.
Konsthistoriken Johnny Roosval har givit honom sitt namn efter de målningar som finns bevarade i Lye kyrka. I kyrkans altar- och korfönster finns den största enhetliga samlingen av bevarade  gotländska glasmålningar som fortfarande är placerade på sin ursprungliga plats. I det mellersta altarfönstret framställs fem scener ur Jesu barndoms historia, från bebådelsen till frambärandet i templet. I det norra altarfönstret framställs S:t Petrus och S:t Olov medan det södra fönstret framställer S:t Paulus och en okänd helig biskop. Det södra korfönstret visar en scen med den heliga Katarina av Alexandria. Samtliga bilder är placerade under enkla bågar, med de enskilda gestalterna under baldakiner med ett enkelt masverk som kräks av en stram tornarkitektur. I norra korfönstret förekommer även rena bladornament. Glasmålningarna i Lye skiljer sig från övriga Gotländska glasmålningar genom att de har en ljusare färg och tillåter mer ljus att tränga in i kyrkorummet. På grund av den i tiden nära överensstämmelsen med den engelska konsten ansåg Roosval att Lyemästaren troligen var inflyttad från England. Men det engelska inflytandet var även påtagligt i nordvästra Tyskland vid denna tid vilket man kan se på målningarna i Schleswigs domkyrka och andra konsthistoriker anser att Lyemästaren snarare har en beröringspunkt med nordvästra Tyskland. Förutom målningarna i Lye kyrka vill Roosval även tillskriva honom fragmentariska glasmålningar från kyrkorna i Bunge, Burs, Buttle, Eskilhem, Garde, Stenkumla och Vall.  